# Cruzador pesado

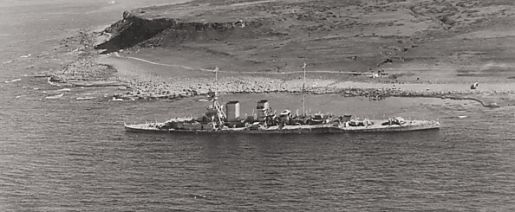
um cruzador da Classe Hawkins em torno de que os limites de tratado para cruzadores pesados foram escritos.

O cruzador pesado era um tipo de cruzador; um navio de guerra naval. Os primeiros cruzadores pesados foram construídos em 1915, embora a definição oficial não esteve finalizada até que muito mais tarde (ver abaixo). O cruzador pesado e leve são descendentes dos cruzadores protegidos (mas não dos cruzadores blindados que evoluíram em couraçados) da parte mais adiante do século XX. O cruzador pesado era geralmente mais pesado e armado com canhões de grande calibre do que o cruzador leve.

## Evolução e definição

### Tratado Naval de Washington

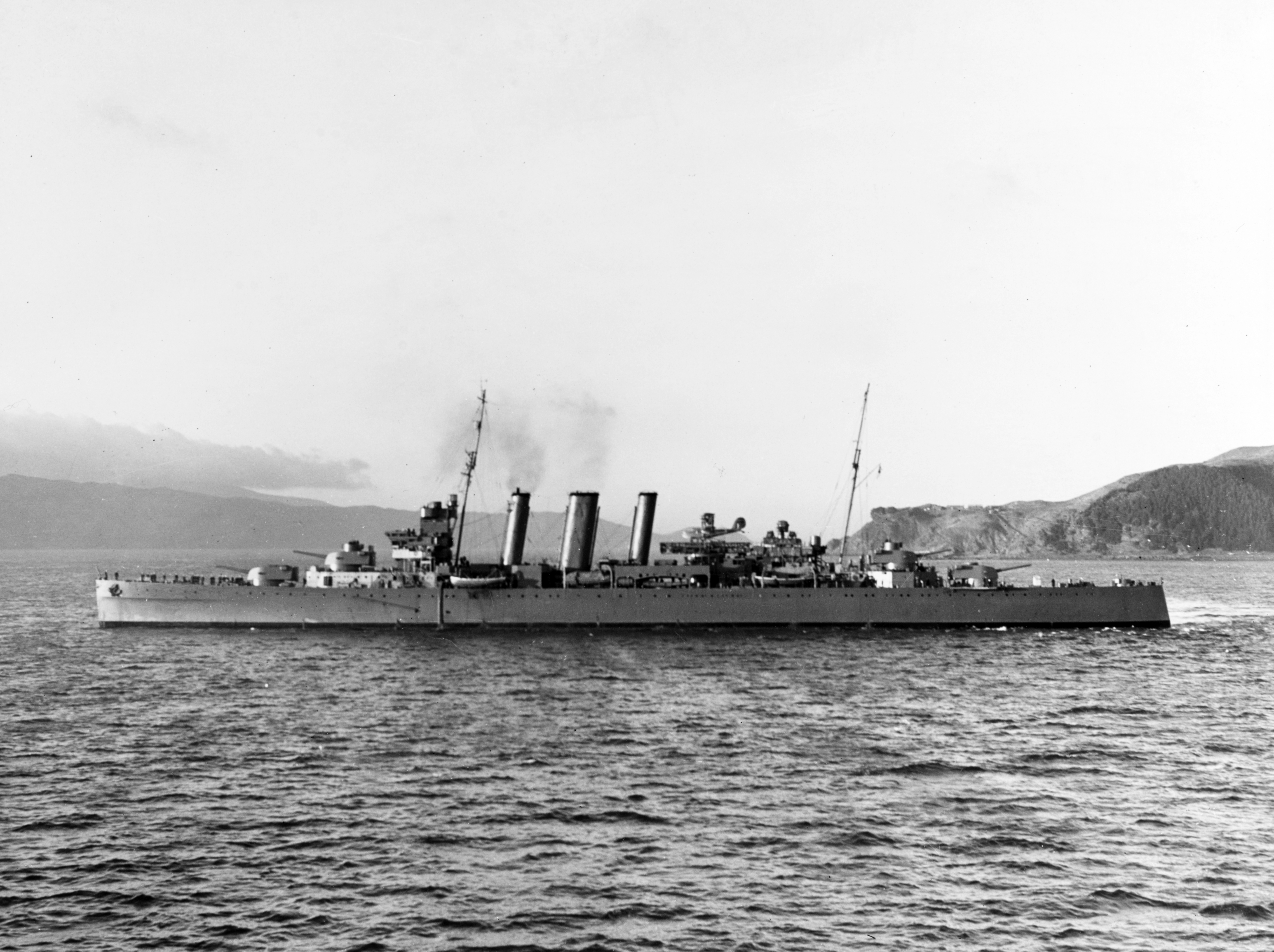
O da Classe County, um "cruzador de tratado"

O Tratado Naval de Washington de 1921 restringiu a construção dos navios de guerra de mais de 10 000 toneladas de deslocamento padrão ou com armamento de um calibre maior do que 203 milímetros. Estes limites foram definidos pela existência das 9 750 toneladas da Marinha Real Britânica, Classe Hawkins de canhão de 191 milímetros de 1915. Estes navios são descendentes diretamente do grupo precedente do Grupo Birmingham da Classe Town cruzadores leves de 5 440 toneladas e naquele tempo definidos como “cruzadores leves melhorados”. Os maioria da marinhas do mundo começaram construir cruzadores até estes limites.

### Tratado de Londres
Em 1930, o Tratado Naval de Washington foi estendido pelo Tratado Naval de Londres, que dividem a definição de cruzador em cruzadores pesados - aqueles com canhões maiores de 6,1 polegadas (155 milímetros) - e nos cruzadores leves - aqueles com canhões de pequeno-calibre. O limite superior de 10 000 toneladas de deslocamento aplicou-se ainda a ambos. Este tratado finalizou a definição destes tipos do navio de guerra.
Pela metade dos anos de 1930, Reino Unido, França e Itália tinham parado de construir cruzadores pesados, se concentrando na construção de cruzadores leves que julgou servir mais a suas necessidades. O armamento baseado em canhões de 203 milímetros foi considerado no total bem  inferior aos canhões de 152 milímetros, que poderiam ser atirados mais rapidamente e pesando menos do que as oito polegadas. A blindagem mais pesada das oito polegadas era de pouca vantagem, como a maioria dos navios que poderiam suportar uns acertos de canhões de 152 milímetros protegidos também para suportar acertos de oito polegadas. Isto conduziu à construção de cruzadores leves grandes até as 10 000 toneladas do limite, com doze a quinze canhões de seis-polegada.

### Marinha dos Estados Unidos
Na marinha dos Estados Unidos, o termo veio primeiramente no uso oficial em 1930, com o símbolo CA da classificação do casco de que fez parte sobre o cruzador blindado. Uns cruzadores pesados mais recentes tinham sido dados a designação do CL (para cruzadores leves), e foram então reclassificados. 
O tratado naval de Londres de 1930 aboliu essencialmente o termo cruzador blindado, e adotou os termos cruzador pesado e cruzador leve. Após este, o símbolo "CA" foi usado para designar o cruzador pesado. Embora os cruzadores pesados tiveram frequentemente calibres similares aos canhões dos cruzadores blindados, muito embora os cruzadores pesados se distanciaram deste e aproximaram sua linhagem aos projetos dos cruzadores leves.